# Seznam děkanů Přírodovědecké fakulty Masarykovy univerzity
Toto je seznam děkanů Přírodovědecké fakulty Masarykovy univerzity.
| Období           | Jméno (narození–úmrtí)         | Portrét | Obor                                   |
| ---------------- | ------------------------------ | ------- | -------------------------------------- |
| 1920–1921        | Bohumil Kužma (1873–1943)      |         | anorganická chemie                     |
| 1921–1922        | Bohuslav Hostinský (1884–1951) |         | teoretická fyzika                      |
| 1922–1923        | Vojtěch Rosický (1880–1942)    |         | mineralogie a petrografie              |
| 1923–1924        | Josef Woldřich (1880–1937)     |         | geologie                               |
| 1924–1925        | Jan Zavřel (1879–1946)         |         | zoologie                               |
| 1925–1926        | Josef Podpěra (1878–1954)      |         | všeobecná a systematická botanika      |
| 1926–1927        | Ladislav Seifert (1883–1956)   |         | geometrie                              |
| 1927–1928        | Bohuslav Hostinský (1884–1951) |         | teoretická fyzika                      |
| 1928–1929        | Josef Frejka (1886–1957)       |         | organická chemie                       |
| 1929–1930        | Antonín Šimek (1887–1942)      |         | teoretická a fyzikální chemie          |
| 1930–1931        | Eduard Čech (1893–1960)        |         | matematika                             |
| 1931–1932        | František Koláček (1881–1942)  |         | geografie                              |
| 1932–1933        | Vojtěch Suk (1879–1967)        |         | antrolpologie, etnologie               |
| 1933–1934        | František Vitásek (1890–1973)  |         | geografie                              |
| 1934–1935        | Josef Podpěra (1878–1954)      |         | všeobecná a systematická botanika      |
| 1935–1936        | Břetislav Zahálka (1883–1958)  |         | geologie                               |
| 1936–1937        | Jan Zavřel (1879–1946)         |         | zoologie                               |
| 1937–1938        | Ladislav Seifert (1883–1956)   |         | geometrie                              |
| 1938–1939        | Jan Dubský (1882–1946)         |         | analytická chemie                      |
| 1939–1940        | Josef Frejka (1886–1957)       |         | organická chemie                       |
| fakulta uzavřena |                                |         |                                        |
| 1945             | Bohuslav Hostinský (1884–1951) |         | teoretická fyzika                      |
| 1945–1946        | Vladimír Úlehla (1888–1947)    |         | fyziologie rostlin                     |
| 1946–1947        | František Vitásek (1890–1973)  |         | geografie                              |
| 1947–1948        | Josef Zahradníček (1881–1968)  |         | experimentální fyzika                  |
| 1948–1949        | Vladimír Morávek (1896–1992)   |         | biochemie                              |
| 1949–1950        | František Toul (1900–1953)     |         | anorganická chemie                     |
| 1950–1952        | Karel Zapletal (1903–1972)     |         | petrografie, užitá geologie            |
| 1952–1953        | Theodor Martinec (1909–1989)   |         | mikrobiologie                          |
| 1953–1956        | Vladimír Rypáček (1910–1994)   |         | anatomie a fyziologie rostlin          |
| 1957–1958        | Karel Zapletal (1903–1972)     |         | petrografie, užitá geologie            |
| 1958–1962        | Zdeněk Laštůvka (1923–2011)    |         | anatomie a fyziologie rostlin          |
| 1962–1965        | Lumír Sommer (1929–2019)       |         | analytická chemie                      |
| 1965–1969        | František Šik (1921–2002)      |         | matematika                             |
| 1970–1973        | Jan Horák (1920–1985)          |         | analytická chemie                      |
| 1973–1985        | Karel Hoďák (1922–2009)        |         | mikrobiologie                          |
| 1985–1989        | Jan Knoz (1931–2014)           |         | obecná biologie                        |
| 1990–1991        | Lumír Sommer (1929–2019)       |         | analytická chemie                      |
| 1991–1992        | Eduard Schmidt (1935–2021)     |         | fyzika kondenzovaných látek a akustika |
| 1992–1997        | Jaroslav Jonas (1937–2023)     |         | organická chemie                       |
| 1997–2000        | Rostislav Brzobohatý (* 1938)  |         | paleontologie                          |
| 2000–2003        | Jan Slovák (* 1960)            |         | matematika-geometrie                   |
| 2003–2010        | Milan Gelnar (* 1955)          |         | ekologická parazitologie               |
| 2010–2018        | Jaromír Leichmann (* 1963)     |         | geologické vědy                        |
| od 2018          | Tomáš Kašparovský (* 1976)     |         | biochemie                              |